# Gast (Familienname)
Gast ist ein deutscher Familienname.

## Herkunft und Bedeutung
Der Familienname Gast ist ein mittelhochdeutscher Übername (Eigenschaftsname). Als Beiname bezeichnete er einen Fremden, Auswärtigen oder Neuling in einer Gemeinschaft.

## Namensträger
- Alice Gast (* 1958), US-amerikanische Chemikerin und Hochschullehrerin
- Arvid Gast (* 1962), deutscher Organist und Hochschullehrer
- August Gast (1819–1891), deutsch-amerikanischer Lithograf und Unternehmer
- Dominik Gast (* 1981), deutscher American-Football-Spieler
- Engelbert Gast (1908–1985), deutscher Jurist und Richter
- Erich Gast (1913–1993), deutscher Jurist; Richter am Bundespatentgericht in München
- Fido Gast (* 1957), deutscher Handballspieler und -trainer
- Frido Gast (1929–2018), deutscher Handballspieler und -trainer
- Gabriele Gast (* 1943), deutsche Agentin der Hauptverwaltung Aufklärung des MfS
- Hubert Gast (1887–nach 1932), deutscher Gewerkschafter und Politiker (Zentrum), MdL Preußen
- Jessica Gast (* 1970), deutsche Schauspielerin
- Johann Friedrich II. Gast (1815–1893), deutscher Orgelbauer und Scharfrichter
- Johann George Gast (1755–1821), deutscher Orgelbauer
- Johannes Gast (um 1500–1552), Schweizer Geistlicher und Chronist
- John Gast (1842–1896), US-amerikanischer Maler und Lithograf
- Josef Gast (1762–1829), österreichischer Orgelbauer
- Katharina Gast (* 1984), deutsche Fernsehmoderatorin
- Leon Gast (1936–2021), US-amerikanischer Regisseur und Fotograf
- Leopold Gast (1810–1898), deutsch-amerikanischer Lithograf und Unternehmer
- Lilli Gast (* 1956), deutsche Psychologin
- Lise Gast (1908–1988), deutsche Schriftstellerin
- Louis Gast (1819–1882), Kaufmann und Ehrenbürger von Wittenberg
- Margaret Gast (1876–1968), US-amerikanische Radrennfahrerin
- Michel Gast (1930–2022), französischer Filmproduzent, Regisseur, Schauspieler, Synchronsprecher und Filmverleiher
- Paul Gast (Geodät) (1876–1941), deutscher Geodät, Rektor der RWTH Aachen
- Paul Rupert Gast (1897–1984), US-amerikanischer Forstwissenschaftler
- Paul Werner Gast (1930–1973), US-amerikanischer Geochemiker
- Peter Gast (1854–1918), deutscher Schriftsteller und Komponist
- Robert Gast (* 1984), deutscher Physiker und Wissenschaftsjournalist
- Roswitha Emonts-Gast (* 1944), belgische Leichtathletin
- Siegfried Gast (* 1938), deutscher Fußballspieler
- Silke Gast (* 1972), deutsche Leichtathletin
- Stephan Gast (* 1733 in Nonsberg; † 1791 in Wippenham), österreichischer Uhrmacher, Begründer der Orgelbaudynastie Gast, Vater von Josef Gast
- Suze ter Gast-Rosse (1884–1968), niederländische Malerin und Aquarellistin
- Thomas Gast (* 1961), deutscher Autor, Webvideoproduzent und ehemaliger Soldat
- Werner Gast (1910–1995), deutscher Journalist und Politiker der CDU in der DDR
- Wolfgang Gast (Schriftsteller) (* 1940), deutscher Schriftsteller, Jurist, Philosoph, Publizist und Kabarettist
- Wolfgang Gast (Medienpädagoge) (* 1942), deutscher Medienpädagoge, Germanist, Hochschullehrer und Autor
- Wolfgang Gast (Komponist) (* 1955), deutscher Komponist und Gitarrist
- Wolfgang Gast (Journalist) (1959–2021), deutscher Journalist
- Wolfgang Gast (Rennfahrer), deutscher Motorradrennfahrer